# Tesonesma reniformis
Tesonesma reniformis – gatunek widłonoga z rodziny Chitonophilidae; jedyny przedstawiciel rodzaju Tesonesma. Występuje w północno-zachodnim i północnym Pacyfiku, jest pasożytem chitonów.

## Systematyka
Gatunek i rodzaj opisali w 1994 roku rosyjscy zoolodzy G.W. Awdiejew i B.I. Sirienko. Okazy typowe to: dwie samice i samiec pozyskane z ciała chitona Stenosemus albus złowionego w sierpniu 1978 roku w pozycji 55°33′N 136°23′E/55,550000 136,383333 w pobliżu Wysp Szantarskich na głębokości 37 metrów, 3 samice i 4 samce pozyskane z 3 okazów S. albus złowionych od lipca do września 1949 roku w Cieśninie Tatarskiej na głębokości 53–63 metrów oraz samica i samiec pozyskane z jednego osobnika S. albus złowionego latem 1986 roku w pozycji 66°02′N 169°29′W/66,033333 -169,483333 w Cieśninie Beringa na głębokości 50 metrów.